# 礼嘉镇 (常州市)
礼嘉镇，是中华人民共和国江苏省常州市武进区下辖的一个乡镇级行政单位。

## 行政区划
礼嘉镇下辖以下地区：
礼嘉社区（含礼嘉村村委）、坂上社区（含坂上村村委）、政平社区（含政平村村委）、新辰村、秦巷村、建东村、陆庄村、毛家村、何墅村、蒲岸村、武阳村、庞家街村、华渡村和大路村。